# 紺屋阿弥陀寺町
紺屋阿弥陀寺町（こうやあみだじまち）は熊本県熊本市中央区の町名。郵便番号は860-0033。人口は10人、世帯数は5世帯（2024年6月1日現在）。丁目を持たない単独町名である。住居表示は全域で未実施。

## 地理
熊本市中央部、白川の右岸に位置する。南側で白川を挟み本山、東側で東阿弥陀寺町、北で米屋町、西側で紺屋町と接している。東阿弥陀寺町と紺屋町3丁目とを繋ぐ町人町である。

## 歴史
紺屋阿弥陀寺町は江戸時代からある町名であり、江戸時代は熊本城下紺屋町懸の一町であった。東阿弥陀寺町、西阿弥陀寺町ともに阿弥陀寺の門前町として開かれた。

### 下河原公園
1899年（明治32年）に当地から松原町の白川右岸沿いに下河原公園が造成された。昭和初年ごろまでは経済の中心地として繁栄していた古町の盛り場となっており、この公園一帯に見世物小屋が立ち並んでいたため人出で賑わった。
また、1905年（明治38年）には日露戦争によるロシア人捕虜収容所が設置された。

### 沿革
- 1879年（明治12年） - 所属が熊本区となる。
- 1889年（明治22年） - 熊本市の町名となる。
- 2012年（平成24年）4月1日 - 熊本市が政令指定都市に移行した事に伴い、所属が熊本市中央区になる。

## 世帯数と人口
2024年（令和6年）6月1日現在の世帯数と人口は以下の通りである。
| 町丁           | 世帯数 | 人口 |
| -------------- | ------ | ---- |
| 紺屋阿弥陀寺町 | 5世帯  | 10人 |

## 小・中学校の学区
市立小・中学校に通う場合、学区は以下の通りとなる。
| 番地 | 小学校             | 中学校             |
| ---- | ------------------ | ------------------ |
| 全域 | 熊本市立五福小学校 | 熊本市立藤園中学校 |

## 史跡
- 下河原地蔵堂
- 殿下石 - 豊臣秀吉が白川を渡る際、この石に座って小休憩をしたと言われる。